# Affaire Seznec
Pour les articles homonymes, voir Seznec (homonymie) et Quéméneur.
L’affaire Seznec est une affaire criminelle célèbre dans laquelle Guillaume Seznec est reconnu coupable, en 1924, du meurtre de Pierre Quéméneur, conseiller général du Finistère, et de faux en écriture privée. Par la suite, le jugement a fait l’objet d'une dizaine de demandes de révision entre 1926 et 2001, toutes rejetées, malgré le combat mené par la famille de Seznec, sa femme d'abord, puis l'une de ses filles, puis son petit-fils Denis Seznec, et les larges campagnes menées en faveur de la révision de son procès.

## L'affaire
L'homme d'affaires et homme politique Pierre Quéméneur disparaît en 1923, pendant un voyage d'affaires qu'il effectuait en automobile avec Guillaume Seznec entre la Bretagne et Paris. Ce voyage avait pour objet, selon Seznec, la vente à l'Union soviétique de voitures Cadillac rétrocédées à la France par l'armée américaine après le premier conflit mondial. Seznec est rapidement soupçonné puis inculpé et condamné pour le meurtre de Quéméneur bien que le corps de celui-ci n'ait jamais été retrouvé. Lors du procès de Seznec, plusieurs témoins déclareront avoir croisé l'intéressé après la date présumée de sa disparition.
Seznec est également condamné pour avoir réalisé une fausse promesse de vente en double exemplaire, selon laquelle, trois jours avant sa disparition, Quéméneur lui aurait cédé sa propriété de Traou-Nez pour un prix très inférieur à sa valeur réelle.
Le procès de Seznec, au cours duquel cent-quarante-huit témoins sont entendus, dure huit jours et prend fin le 4 novembre 1924. L'accusé est reconnu coupable « de faux en écriture privée et du meurtre de Pierre Quéméneur ». La préméditation étant écartée, il est condamné aux travaux forcés à perpétuité, alors que l'avocat général avait requis la peine de mort. Après le rejet d'une première requête en révision déposée par sa femme, Seznec est conduit en Guyane, d'abord au camp de la Transportation de Saint-Laurent-du-Maroni le 7 avril 1927, sous le numéro 49 302, puis au bagne de l'Île Royale en 1928 et, de nouveau, à Saint-Laurent-du-Maroni en 1942. Plusieurs ouvrages attestent des conditions de vie très pénibles qui étaient celles du pénitencier installé en Guyane.
Après la Seconde Guerre mondiale et la fermeture du bagne de Guyane, Seznec bénéficie d'une réduction de peine de dix ans, ce qui permet sa libération le 14 mai 1947 et son retour en métropole. Renversé par une camionnette, il meurt à Paris le 13 février 1954 des suites de ses blessures.

## Protagonistes

### Guillaume Seznec
Joseph Marie Guillaume Seznec, né le 1er mai 1878, à Plomodiern, dans le Finistère, et mort à Paris, le 13 février 1954, est le fils d'Yves Seznec et Marie-Anne Colin, qui possédaient dans le hameau de Kernéol une ferme assez grande. Son père décède alors qu'il n'est âgé que de six ans. Sa mère dirige avec autorité les sept garçons de la ferme et les deux servantes travaillant sur l'exploitation. Après des études médiocres, Guillaume quitte le collège à seize ans pour rejoindre la ferme familiale. Cependant, le travail de la terre ne le passionne pas ; il s'intéresse surtout à la mécanique.
Le 18 juillet 1906, il épouse Marie-Jeanne Marc, fille de commerçants de Plomodiern. Le couple achète peu après un commerce de vente et réparation de bicyclettes situé sur la place de Plomodiern, en face de l’église. À l'époque où il effectue une période militaire à Châteaulin, sa femme donne naissance le 1er novembre 1908 à une fille prénommée Marie. Informé de l'événement par télégramme, Guillaume revient aussitôt chez lui, lorsque la grange voisine de son domicile est ravagée par un incendie. Il se précipite alors à l'intérieur de son magasin pour sauver ce qu’il peut de sa marchandise, lorsqu'un bidon d’essence explose, le brûlant au visage et aux mains, ce qui lui laissera de graves cicatrices.
Le 13 mars 1910, naît un deuxième enfant, qui reçoit le prénom de Guillaume, comme son père.
Avec les 30 000 francs de dédommagements accordés par l’assurance, le couple Seznec achète un nouveau commerce en juillet 1912 : une blanchisserie située à Saint-Pierre-Quilbignon, un faubourg de Brest. Le 8 novembre de cette même année, Marie-Jeanne donne naissance à un troisième enfant, Jeanne.
Quand éclate la Première Guerre mondiale, Guillaume, réformé en raison de ses brûlures, reste en Bretagne. L'armée, qui a réquisitionné les locaux, lui confie le nettoyage du linge d'une partie de la garnison de Brest. Un quatrième enfant, prénommé Albert, naît peu de temps après, le 31 octobre 1914.
Selon son petit-fils Denis et bien qu'il n'ait pas existé de poudrerie sur l'Île d'Ouessant, Seznec se serait porté volontaire pour y aller. Il y serait resté un an, période durant laquelle Marie-Jeanne aurait dirigé la blanchisserie.
En 1918, le régiment stationné jusqu'alors à Brest est transféré à Morlaix ; la famille Seznec suit. Le couple se porte acquéreur d’une scierie désaffectée située à la sortie de la ville, à Traon-ar-Velin. Ils vont y résider pendant une longue période.

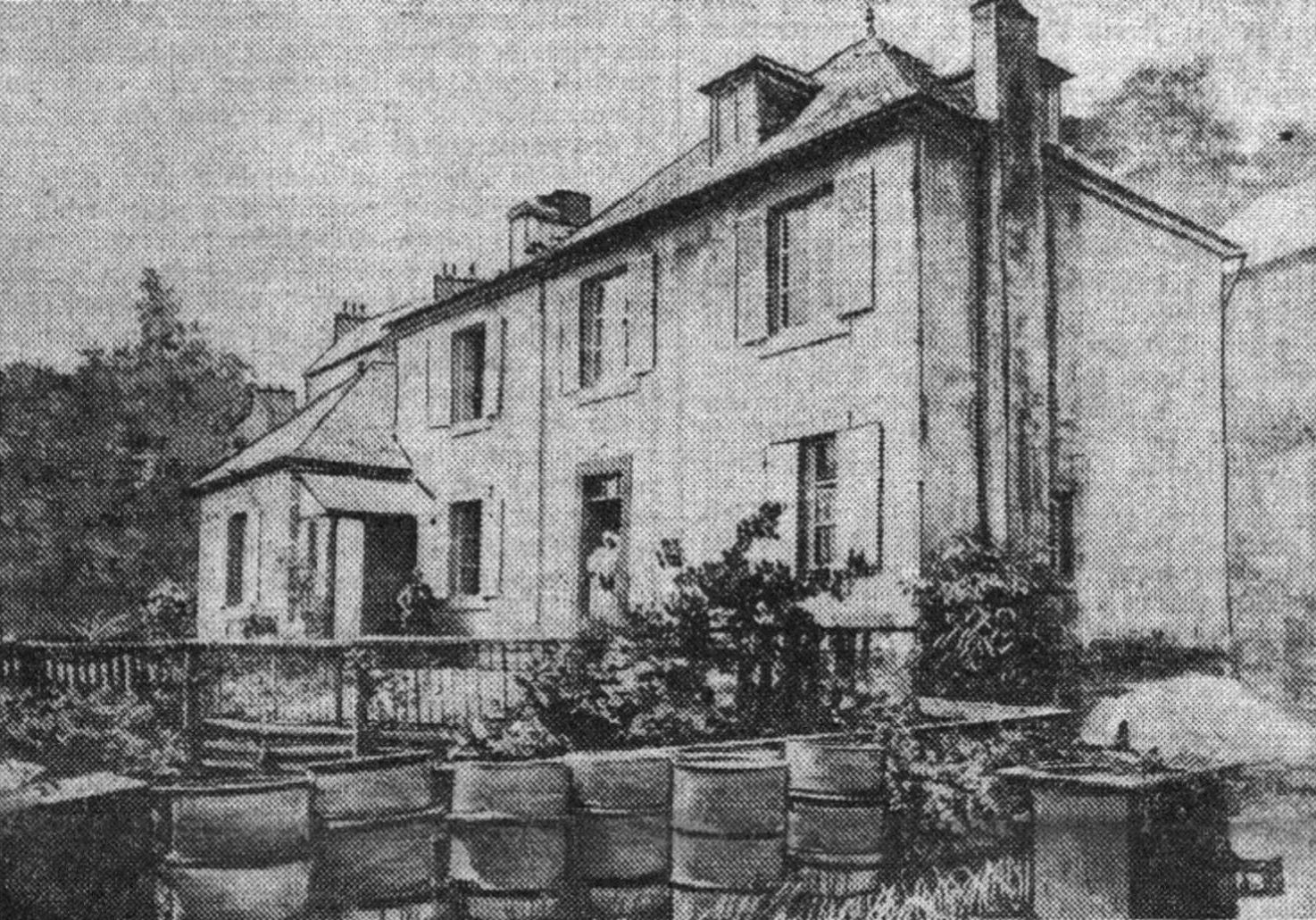
Maison des Seznec à Morlaix (photographie publiée dans Le Petit Parisien du 2 juillet 1923).

La blanchisserie de Saint-Pierre-Quilbignon reste en activité jusqu'à ce qu'elle soit la proie des flammes en 1922, alors que l’un des frères de Marie-Jeanne, Charles Marc, s'apprête à la racheter à Guillaume, un accord ayant été conclu pour un paiement échelonné. Les échéances de paiement n'étant pas arrivées à leur terme au moment de l'incendie, Seznec en est encore le propriétaire et perçoit 23 000 francs d'indemnités de l’assurance. Ce deuxième incendie paraît suspect à certains et fait jaser : la question sera posée lors du procès de 1924 d'incendies volontaires provoqués pour percevoir frauduleusement des primes à l'assurance.
C'est à cette époque que Seznec, qui projette de remettre en activité la scierie de Traon-ar-Velin, fait la connaissance de Pierre Quéméneur, conseiller général du Finistère. Ce dernier, bien que négociant en bois, aurait surtout été intéressé par un stock de couvertures que Guillaume avait acheté dans les stocks américains laissés après la Première Guerre mondiale et qu'il comptait revendre avec de substantiels bénéfices.
En 1923, après d’importants travaux, la scierie de Traon-ar-Velin reprend ses activités et Seznec devient maître de scierie. L'entreprise emploie une douzaine d’ouvriers. Deux personnes servent fidèlement la famille : Angèle Labigou, l'employée de maison (comptant parmi les quatre-vingts créanciers de l'affaire quand elle sera liquidée), et Sanson, le chauffeur (qui s’occupe des machines et des véhicules).

### Pierre Quéméneur
Pierre Quéméneur, pour l'état-civil Pierre Quéméner, né le 19 août 1877 à Commana (Finistère), près de Landivisiau, est un entrepreneur et homme politique français dont la disparition, en 1923, est à l'origine de l'affaire Seznec.
Ses parents tenaient une petite ferme. En 1903, la propriété a été vendue et le jeune homme a acheté à Saint-Sauveur, dans le canton de Sizun, avec son frère et deux de ses sœurs, une petite maison comportant, au rez-de-chaussée, un modeste débit de boissons. Il a alors vingt-six ans, de l'ambition et le désir de sortir de sa condition et de réussir. Élu conseiller municipal en 1914, il fait du commerce, en vendant un peu de tout (vin, cidre, alcool, bétail, charbon de bois, etc.).
Il se lance ensuite dans le commerce du bois (achat aux paysans et aux forestiers, fourniture de poteaux pour les mines). La Première Guerre mondiale qui éclate va l'aider, comme beaucoup, à passer au stade supérieur. Le génie militaire consomme en effet une très grande quantité de poteaux de mine pour consolider les tranchées.
Les hostilités terminées, Pierre Quéméneur est devenu un homme riche. Maintenant international, son commerce s'étend à l’Angleterre, à la Sarre, à la Belgique, etc. Des bateaux chargés de poteaux de mine vont et viennent entre Le Havre et l’Angleterre.
C’est alors qu’il achète Ker-Abri, une demeure bourgeoise qui domine Landerneau. Avec ses tourelles à clochetons pointus, elle ressemble à un château. Il acquiert également à Plourivo, près de Paimpol, le domaine de Traou-Nez. Il s'agit d'une magnifique propriété comportant 90 hectares de sapins. Il en confie la gestion et l’exploitation à son frère Louis, qui le sert fidèlement. Lui-même s’installe au manoir de Ker-Abri, en compagnie de sa sœur Jenny, qui tient la maison. Son autre sœur, Marie-Anne, s’est mariée en 1920 avec Jean Pouliquen, clerc de notaire à Pont-l'Abbé. Quéméneur lui a prêté 160 000 francs pour lui permettre d'acheter une étude, prêt non encore remboursé.
En 1919, l'entrepreneur est élu conseiller général du Finistère dans son canton natal.
En compagnie de ses pairs, les notables, c'est un client assidu des bons restaurants de la région. À Morlaix, il fait partie d’une sorte de club, le Cercle des arts, où se retrouvent notamment des notaires, des chefs d’entreprises, des pharmaciens et des médecins de la région.
Après la guerre, Quéméneur lie connaissance avec Guillaume Seznec, qui envisage de remettre en activité la scierie de Traon-ar-Velin. Il ignore tout des dettes et des poursuites[réf. nécessaire] dont est l'objet celui qui devient son associé. Même si Quéméneur est négociant en bois, les deux hommes discutent du stock de couvertures de l'armée américaine que Seznec a acquis et qu'il compte revendre avec de substantiels bénéfices.

## Débuts de l'affaire: mise en relation des deux hommes et voyage
Les deux hommes s'associent pour une nouvelle affaire : la revente de véhicules d’occasion de fabrication américaine, en particulier de camions et de limousines de marque Cadillac restés en France à la fin de la Première Guerre mondiale et que l'administration française, qui les exposait jusqu'en 1922 sur le Champ de Mars à Paris, vendait à prix cassés. Il s'agirait de les revendre à l'Union soviétique, manquant alors de moyens de transport. Quéméneur, selon les dires de Seznec, a rendez-vous, le 26 mai à 8 heures, avec un certain « Sherdly » ou « Chardy », un Américain demeurant boulevard Malesherbes, pour traiter une commande de cent véhicules. Seznec se serait par ailleurs engagé à acheter la propriété de Traou-Nez à Quéméneur, et les deux hommes auraient signé une promesse de vente. Un exemplaire de ce document, tapé sur une machine à écrire de marque Royal 10, sera retrouvé, un mois après la disparition de Quéméneur, dans une valise contenant des papiers au nom de ce dernier, découverte par un employé de la gare du Havre, tandis que Seznec présentera l'autre exemplaire aux enquêteurs. La promesse indique un prix de vente de 35 000 francs de l'époque, somme modique sans rapport avec le prix d'un bien estimé à au moins 100 000 francs. L'enquête établira qu'il s'agit en réalité de faux dactylographiés par Seznec, ce qui est toujours contesté par les partisans de son innocence absolue.
Dans la nuit du 25 au 26 mai 1923, durant le voyage à destination de la capitale que les deux hommes effectuent, Quéméneur disparaît sans laisser de traces. C'est le début de l'affaire Seznec : celui-ci, qui est probablement la dernière personne à avoir vu son associé vivant, tente alors de mettre la main sur ses biens, dont la propriété de Traou-Nez. Il est inculpé un mois après la disparition de Quéméneur.

## Chronologie et résultats de l'instruction de l'époque

### La chronologie des événements

#### Disparition de Quéméneur
Le 24 mai 1923, à dix heures et demie, Seznec, maître de scierie à Morlaix et mécanicien, part de chez lui à bord d'une voiture de marque Cadillac. Le même jour, Pierre Quéméneur, négociant en bois, domicilié à Landerneau, conseiller général du Finistère, prend le train à 8 h 44. Les deux hommes ont prévu de se retrouver à 14 h 30 à l’hôtel Parisien à Rennes et de reprendre la route pour Paris en Cadillac, cette voiture devant servir d'échantillon pour le contrat de vente à grande échelle des véhicules Cadillac.
Le voyage prend énormément de retard en raison de pannes répétées de la Cadillac. Seznec n'arrive à Rennes qu'à 19 h 30. Dans l'intervalle, Quéméneur télégraphie à son beau-frère Jean Pouliquen, notaire à Châteaulin, pour lui réclamer le remboursement des 160 000 francs qu'il lui a prêtés pour ouvrir son étude à Pont-l'Abbé. L'intéressé lui expédie un chèque barré de 60 000 francs à Paris, en poste restante sous forme de recommandé dans un bureau du boulevard Malesherbes.
Le vendredi 25 mai 1923, à cinq heures du matin, Quéméneur et Seznec prennent la route, mais pannes et crevaisons se succèdent. Pour ne pas manquer un rendez-vous qu'il aurait eu le 26 mai à 8 heures, avec un certain « Sherdly » ou « Chardy », Quéméneur aurait décidé de rejoindre la capitale par le train, à la gare d'Houdan ou de Dreux, Seznec variant dans ces déclarations sur ce sujet,.
Seznec de son côté, décide le 27 au matin, après avoir selon ses dires passé la nuit dans la voiture et alors qu'il est à La-Queue-Lez-Yvelines, à 40 km de Paris, de faire demi-tour pour ramener la Cadillac en réparation à Morlaix. Il revient le 27 mai au soir.
Quéméneur, qui a informé sa famille qu'il serait de retour le 28 mai, ne réapparaît pas.

#### Premières recherches
À partir du 4 juin, plusieurs membres de la famille Quéméneur s'inquiètent et contactent Seznec pour lui demander des nouvelles. Il leur répond que, à la suite d'une panne de voiture, il a laissé Quéméneur à la gare de Dreux, où celui-ci a pris le train pour Paris. Il affirme n'avoir eu depuis aucune nouvelle de lui et ajoute « qu’il doit gagner beaucoup d’argent et que, peut-être, il a dû aller jusqu’en Amérique ».
Le 10 juin, Jean Pouliquen et Louis Quéméneur, respectivement beau-frère et frère de la victime, accompagnés de Seznec, signalent la disparition de Quéméneur à la 13e brigade de police mobile de Rennes.
Le 13 juin, un télégramme signé Quéméneur est envoyé du Havre, principal port de départ vers l'Amérique avec le texte suivant : « Ne rentrerai Landerneau que dans quelques jours tout va pour le mieux - Quéméneur ». La famille de Quéméneur, rassurée, demande dans un premier temps l'arrêt de l'instruction, mais se ravise le 16 juin, compte tenu de l'authenticité douteuse du télégramme.

#### Découverte de la valise de Quéméneur et ouverture de l'instruction
Le 20 juin, un employé de la gare du Havre, découvre une valise à la serrure fracturée (elle semble avoir séjourné dans l'eau de mer et présente des taches de sang) contenant du linge et une serviette en cuir où l'on trouve le portefeuille et des papiers au nom de Quéméneur. La famille de Quéméneur est informée.
Le 22 juin, une instruction pour disparition suspecte est ouverte à Brest. Dans le cadre de cette instruction, la valise est saisie. Elle contient notamment une promesse de vente tapée à la machine à écrire Royal-10, (ce qui à l'époque est rare) d'une propriété située à Traou-Nez sur la commune de Plourivo près de Paimpol, appartenant à Quéméneur, au bénéfice de Seznec, pour la somme modique de 35 000 francs de l'époque, sans rapport avec le prix du bien estimé à 100 000 francs. La valise contient également un carnet où sont notées des dépenses de 11,40 francs et 31,70 francs pour des billets de train Dreux-Paris et Paris-Le Havre, tendant à prouver que Quéméneur aurait quitté Seznec bien vivant à Dreux et, de là, pris un train pour Paris. Mais le prix indiqué pour le trajet Dreux-Paris est erroné, et l'écriture de Quéméneur apparaît comme une grossière contrefaçon.
Le 26 juin, Seznec est entendu par les gendarmes. Il affirme avoir laissé Quéméneur à Dreux le 25 mai au soir pour qu'il prenne le train, à la suite de leurs pannes de voiture. Il explique que la promesse de vente trouvée dans la valise a été rédigée par Quéméneur et lui a été consentie contre la remise de 4 040 dollars-or que lui et son épouse possédaient, les 35 000 francs ne représentant que le solde du prix de vente — ce qui porte le montant total de la transaction à 95 000 francs. Cette remise aurait eu lieu sans témoin.
Selon Seznec, Quéméneur aurait eu besoin de liquidités pour traiter l'affaire des Cadillac qui l'appelait à Paris ; Seznec dit alors ne pas en savoir plus, et que, dans l'affaire, son rôle s'est limité à recevoir pour Quéméneur des courriers portant le timbre de la chambre de commerce américaine de Paris.
Seznec est de nouveau entendu le 28 juin 1923, au siège parisien du contrôle général des services de recherches judiciaires, par le commissaire Achille Vidal. Il confirme ses premières déclarations et fournit davantage de précisions sur les pannes de la voiture qui ont conduit Quéméneur et Seznec à se séparer à la gare de Dreux.

### Le résultat de l'instruction de l'époque
Dès le 29 juin, l'instruction met en doute la version de Seznec selon laquelle les deux hommes se seraient séparés à Dreux. En effet, huit témoins ont vu Seznec et Quéméneur ensemble à Houdan, soit 20 km après Dreux sur la route de Paris. Il apparaît que Quéméneur n'a pas davantage pris le train à Houdan ce soir-là, quatre témoins affirmant les avoir vus quitter ensemble les abords de la gare dans leur automobile, après s’être renseignés sur la direction de la route de Paris, à une heure où le dernier train était déjà parti. Seznec indique qu'il a pu confondre les gares de Houdan et de Dreux. Il reconnaît avoir dîné à Houdan, et continue de prétendre avoir ensuite laissé Quéméneur à la gare.
Le 30 juin, des réquisitions sur les chefs d'assassinat et de faux en écriture privée sont prises contre Seznec.
L'instruction entend un témoin affirmant avoir vu Seznec seul au volant de sa voiture, au petit matin du jour suivant, à La Queue-lez-Yvelines, à 15 km d'Houdan sur la route de Paris. Ce témoin lui a vendu de l'essence pour sa voiture en panne sèche. Seznec reconnait ce fait. Sachant que la voiture avait dû  la veille au soir être réparée dans un garage de Dreux, avec un niveau d'essence jugé suffisant pour aller jusqu'à Paris (le plein n'avait pas été fait), les enquêteurs concluent que Seznec a roulé plus que les 35 km allégués dans la nuit du 25 au 26 mai, ce qui étend le champ des recherches du corps de Quéméneur. Celui-ci, malgré de nombreuses investigations, ne sera jamais retrouvé.
Le 4 juillet, l'instruction révèle que Seznec se trouvait au Havre le 13 juin, jour où fut expédié depuis cette ville le télégramme signé Quéméneur. Un marchand, ses deux employées et deux représentants en machines à écrire reconnaissent en Seznec, l'homme qui a fait l’acquisition, sous le nom d’emprunt de Ferbour, d’une machine à écrire Royal-10 d’occasion, dans un commerce voisin du bureau de poste où a été déposé le télégramme. Le télégraphiste identifie également Seznec comme l'homme s'étant fait passer pour Quéméneur. Seznec déclare de son côté ne jamais être allé au Havre ; l’individu décrit par un témoin aurait eu les mains velues, or celles de Seznec ont été brûlées dans l'incendie de son commerce.
L'épouse de Seznec confirme que son mari a quitté son domicile le 12 juin en voiture et n'est revenu que le 14 au matin.
Le 12 juin au soir, il est établi que Seznec a laissé à Plouaret son camion, prétendument en panne, dans la propriété de Mme Jacob et son fils, où il l'a récupéré le 14 juin au matin. Plouaret est situé sur la ligne Paris-Brest, et dessert donc à la fois Saint-Brieuc et Paris. Seznec prétendra avoir pris le train à Plouaret pour Saint-Brieuc, où il aurait passé la nuit et acheté de quoi réparer son camion, sans qu'il puisse donner de précisions sur l'hôtel ou le garage auxquels il se serait adressé. Il affirme, dans des versions successives, avoir rencontré plusieurs personnes au cours de la journée du 13 juin, sans trouver d'écho parmi les témoins potentiels qu'il invoque. Il prétend enfin avoir passé la nuit du 13 au 14 juin dans sa scierie à Morlaix, à l'insu de la maisonnée, et être parti au petit jour récupérer son camion à bicyclette, après l'avoir réparé avec les nouveaux charbons achetés à Saint-Brieuc.
Le soir du 13 juin, deux témoins affirment à l'inverse avoir vu Seznec gare Montparnasse, à Paris, muni d'un colis volumineux et pesant, qui pourrait être la machine à écrire et avoir voyagé avec lui jusqu'à Guingamp. Le 14 juin au petit matin, le fils de Mme Jacob témoigne l'avoir vu arriver à pied de la gare de Plouaret portant un colis volumineux. Il aurait, selon le témoignage de sa mère, récupéré son camion dans l'heure suivant l'arrivée du train de Paris où il aurait été vu la veille.
De plus, le témoignage du fils Jacob tend à prouver que le camion n'était pas en panne, ce que viendra corroborer une expertise qui démontre que les charbons en place sur le véhicule sont anciens et n'ont pas été récemment remplacés par Seznec ainsi qu'il le prétend.

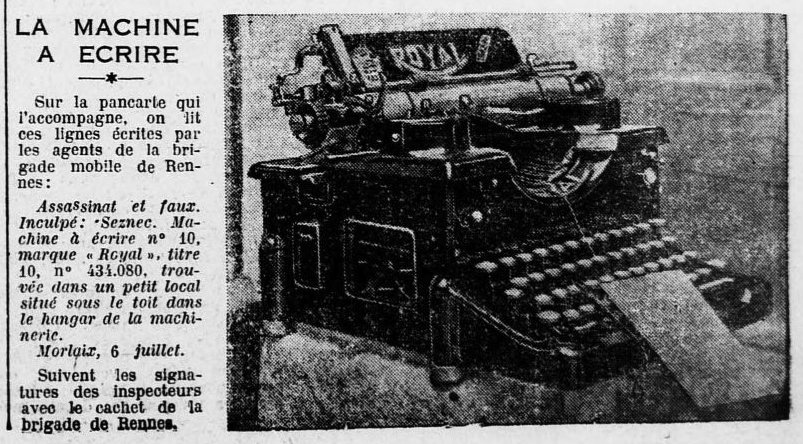
L'une des principales pièces à conviction de l'affaire Seznec, la machine à écrire ayant servi à produire les fausses promesses de vente. Sa découverte lors d'une perquisition chez Seznec est souvent à tort attribuée à Bonny ; dans une autre version également erronée, ce dernier l'y aurait dissimulée.

Le 6 juillet, lors de la 2e perquisition, menée cette fois non plus au domicile proprement dit de Seznec, mais dans un proche bâtiment abritant la machinerie de la scierie, la police de Rennes découvre la machine à écrire qui sera identifiée comme étant celle vendue par le commerçant havrais,. Contrairement à une idée reçue et selon le procès-verbal, l'inspecteur Pierre Bonny ne participe pas à cette perquisition. Bonny, qui intervient à plusieurs reprises dans l'enquête, est chargé de la transporter à Paris afin qu'elle soit expertisée.
Deux expertises demandées lors de l'instruction concluent d'une part que la machine a bien servi à rédiger la promesse de vente liant Seznec et Quéméneur et d'autre part que les mentions manuscrites prétendument écrites par Quéméneur ainsi que sa signature ne sont en réalité pas de sa main. Il ne semble pas y avoir eu d'investigations sur la personne qui aurait dactylographié la lettre, sachant que Seznec prétend que Quéméneur s'est absenté pour faire taper la promesse de vente en deux exemplaires le 22 mai à Brest . La signature de Seznec est authentifiée. Les experts concluent que Seznec est l'auteur des faux. Parallèlement, le texte du télégramme expédié le 13 juin, et les dernières notes du carnet de Quémeneur retrouvé dans sa valise le 20 juin, sont jugés être des contrefaçons grossières de l'écriture de ce dernier.
Deux témoins, Auguste Deknuydt et Jean Lesbats, affirment par ailleurs avoir vu Seznec, muni d'une valise, en gare du Havre le 20 juin, soit le jour où a été découverte la valise de Quéméneur, et à proximité du hall de gare où elle se trouvait. À nouveau, Seznec, dont il est établi qu'il n'était pas à Morlaix ce jour-là, tente de produire plusieurs alibis qui se révèleront inopérants.
Enfin, il apparaît qu'un homme autre que Quéméneur a tenté, sans succès, de retirer le 2 juin au bureau de Poste du boulevard Malesherbes, le pli recommandé contenant le chèque (pourtant barré) de 60 000 F adressé par Me Pouliquen à son beau-frère. Si le guichetier n'identifie pas formellement Seznec comme étant cet homme, ce dernier reconnait toutefois avoir bien effectué un déplacement à Paris le 2 juin.
L'instruction portera également sur les 4 040 dollars-or que Seznec et son épouse disent avoir possédés et que Seznec aurait remis à Quéméneur contre la promesse de vente de la propriété de Plourivo : Seznec estimera à 500 grammes le poids représenté par ces pièces — elles pèsent en fait près de 7 kg — et donnera des dimensions trop petites pour la boîte censée les avoir contenues.
Durant toute l'instruction, le corps de Pierre Quéméneur est recherché sans succès :  il est supposé que Seznec aurait tué Quéméneur avec le cric de sa voiture, qui est manquant, puis ramené son corps à Morlaix, activé la chaudière de la scierie qu'il possédait à Traon-ar-Velin pour y brûler le cadavre, et vidé les cendres dans la rivière ou bien qu'il l'aurait enterré aux abords de Houdan ou fait disparaître dans l'un des nombreux étangs de la région, voire dans l'embouchure de la Seine relativement proche.

## Procès et condamnation
Le procès se tient à Quimper. Les débats durent huit jours, du 24 octobre au 4 novembre 1924 ; cent-quarante-huit personnes (témoins, experts et policiers) sont entendues.
Le jury, qui à l'époque statue sans la présence d'un magistrat, déclare l'accusé coupable du meurtre de Pierre Quéméneur et de faux en écriture privée. Il ne retient pas en revanche les circonstances aggravantes de préméditation ni de guet-apens.
Sur ce verdict, la cour d’assises du Finistère, par arrêt du 4 novembre 1924, condamne l’accusé aux travaux forcés à perpétuité.
Son pourvoi est rejeté par arrêt de la Cour de cassation du 8 janvier 1925.

## Tentatives de réouverture de l'enquête

### Les demandes de révision du procès
Durant tout son procès et toutes les années qui lui restent à vivre, Seznec ne cesse de clamer son innocence. Sa femme Marie-Jeanne et ses descendants, notamment sa fille Jeanne et son petit-fils Denis Le Her-Seznec, sollicitent régulièrement la justice pour faire rouvrir le dossier, afin d'obtenir sa réhabilitation.
Le 6 avril 1926, son épouse dépose une première requête en révision, en mettant en avant le fait que Boudjema Gherdi, commerçant de pièces détachées de voitures américaines, existait bel et bien, et n'était pas une invention pure et simple de Seznec. La commission de révision des procès criminels et correctionnels, saisie par le ministre de la Justice, reconnaît le caractère de fait nouveau de cet élément, mais l'intéressé nie alors avoir traité avec Guillaume Seznec ; le 7 décembre suivant, la requête en révision est rejetée.
Le 18 février 1934, après une conférence tenue par Charles-Victor Hervé et Françoise Bosser, cinq jurés de la cour d'assises du Finistère signent un texte demandant la révision du procès, arguant du fait que plusieurs éléments de l'affaire (tels que la dispute entre trois personnes et les coups de feu entendus à Plourivo à l'époque des faits, ou le témoignage de Petit-Guillaume disant avoir vu deux policiers monter la machine à écrire dans le grenier de la scierie), n'auraient pas été portés à leur connaissance et que donc leur jugement n'était pas correctement éclairé.
Le 9 avril 1935 est rejetée une quatrième requête en révision, qui s'appuie sur le non-dépôt des actes de vente de la propriété de Plourivo au greffe.
Le 22 juin 1948, un an après le retour de Seznec du bagne, une cinquième requête en révision est déposée par Me Raymond Hubert. Le 4 mars 1949, le procureur de la République du Tribunal de 1re Instance de Quimper, rend un rapport négatif. Le ministre de la Justice André Marie demande alors à son directeur des Affaires criminelles et des Grâces, Maurice Turquey, de transmettre la requête à la Commission de révision des procès criminels et correctionnels. Le 7 juillet, la Commission rend un avis défavorable sur cette requête, avis notifié à Guillaume Seznec le 11.
Une requête en révision, signée de la main de Seznec, est déposée le 1er mai 1950 auprès du ministre de la Justice René Mayer. En septembre 1951 est déposée une autre requête, rejetée au mois d'avril 1953.
Le 13 septembre 1955, un an et demi après le décès de Guillaume Seznec, et à la suite d'une contre-enquête menée par le journaliste Claude Bal, une septième requête en révision est déposée. Le commissaire divisionnaire René Camard, de la 1re section de la Direction des services de police judiciaire, est chargé en 1956 de vérifier les dires de Claude Bal, notamment autour de Boudjema Gherdi. Il en résulte un rapport du commissaire qui réfute les affirmations du journaliste. La requête est finalement rejetée par le ministre de la Justice Robert Lecourt (qui avait déjà été amené à se prononcer sur une requête en révision du procès Seznec) le 16 décembre 1957.
Le 9 juin 1977, sollicitée notamment par Françoise Bosser – qui se mobilise pour la révision du procès depuis les années 1930 –, Me Denis Langlois dépose pour Jeanne Seznec une nouvelle demande en révision, laquelle, selon la Commission de révision des procès criminels et correctionnels qui rend pourtant un avis négatif en mars 1982, « n’a pas le caractère fantaisiste des précédentes, l’avocat a procédé à un examen sérieux du dossier »,. Après notamment plusieurs expertises en écriture officielles et officieuses – notamment celle effectuée par Loïc Le Ribault –, elle sera finalement rejetée le 28 juin 1996.
Afin de soutenir cette action, Denis Seznec, le petit-fils de Guillaume Seznec, ses proches et ses sympathisants fondent à Paris, en 1995, France Justice, association sous la loi de 1901.
La loi du 23 juin 1989, votée à l'unanimité par le Parlement, modifie la procédure de révision des cas jugés en assises. Elle est improprement appelée « loi Seznec » alors qu'elle est en réalité à l'initiative du comité de soutien de l'affaire Mis et Thiennot. Cette nouvelle loi autorise la révision d'un procès à la suite de la découverte d'un fait nouveau ou de pièce inconnue non plus « de nature à établir l'innocence d'un condamné » mais seulement « de nature à faire naître un doute sur sa culpabilité ». La procédure de révision n'aboutit que rarement à l'annulation d'un jugement : si chaque année, entre 130 et 150 condamnations font l'objet d'un recours auprès de la Cour de révision, seule une condamnation sur cent est en moyenne annulée. Le dossier de la procédure de révision initiée en 1977 est alors transféré (il en allait de même pour les autres affaires qui faisaient alors l'objet d'une requête en révision) par le ministère de la Justice à la Cour de cassation, et traité, sous le n°00-89001, par la Commission de révision des condamnations pénales, créée à cette occasion, qui la rejettera sept ans plus tard.
Une dizaine de demandes de réhabilitation ont été examinées par la justice, et rejetées,, lorsque la ministre de la Justice, Marilyse Lebranchu, demande en 2001 la révision du procès.
La commission de révision des condamnations pénales a accepté, le 11 avril 2005, de rouvrir le dossier de la condamnation pour meurtre de Guillaume Seznec. Cette décision pouvait ouvrir la voie à une éventuelle annulation de la condamnation prononcée en 1924 à son encontre. La Chambre criminelle de la Cour de cassation, statuant comme cour de révision, a examiné ce dossier le 5 octobre 2006.
Lors de cette audience, le bénéfice du doute a été requis au profit de Guillaume Seznec, en évoquant plus particulièrement la possibilité d'une machination policière de l'inspecteur stagiaire Pierre Bonny (révoqué en 1935 de la police française pour fautes graves, condamné pour corruption, puis adjoint plus tard de Henri Lafont, le chef de la Gestapo française, et fusillé à la Libération).
Selon les partisans de la révision, la présence de Pierre Bonny dans ce dossier revêt en effet une importance particulière du fait de ses fonctions – secrétaire-greffier du commissaire Achille Vidal, chargé de l'affaire Seznec. Il était « chargé d’écrire, sous la dictée de son patron, les procès-verbaux dont ce dernier était le rédacteur légal » et de procéder à des vérifications –, de sa réputation d'« exécuteur supposé des basses œuvres du régime », de sa révocation et de sa condamnation en 1935 pour corruption dans le cadre de l'affaire Stavisky, puis de son rôle dans la Gestapo française en tant qu'adjoint d'Henri Lafont. Importance particulière qu'aucun élément concret ne viendra jamais confirmer.
Le conseiller rapporteur Jean-Louis Castagnède soutient quant à lui que cette manipulation semble improbable en raison du faible nombre d'actes établis par Bonny (5 sur 500) et, d'autre part, que les expertises sollicitées par la Cour de cassation avaient établi que Guillaume Seznec était bien l'auteur de la fausse promesse de vente de la propriété de Quéméneur sise à Plourivo.
Le 14 décembre 2006, la demande en révision du procès est rejetée par la Cour de révision, qui conclut à l'absence d'élément nouveau susceptible de faire naître le doute sur la culpabilité de Guillaume Seznec, et constate que l'existence d'une machination policière telle qu'alléguée était matériellement impossible. Cette affaire semble close, une nouvelle demande de révision étant problématique. La famille Seznec manifeste dans un premier temps l'intention de saisir la Cour européenne des droits de l'homme, mais sur les conseils de ses avocats, y renonce.

### La thèse de la semi-culpabilité de G. Seznec
Une nouvelle loi sur les procédures de révision est votée le 20 juin 2014. Elle permet notamment aux petits-enfants et arrière-petits-enfants de condamnés décédés de présenter une demande en révision. Le 19 décembre 2014, sur la radio RTL, Denis Seznec fait savoir qu'en s'appuyant sur cette nouvelle loi, il a l'intention de déposer le 20 janvier 2015 une dixième demande en révision, ce qu'en fin de compte, il ne fera pas, sans s'expliquer à ce sujet.
De son côté, Me Denis Langlois, ancien avocat de la famille Seznec, publie en février 2015 son livre Pour en finir avec l'affaire Seznec. Il y fait état du témoignage, non révélé jusque-là, de l'un des fils de Guillaume Seznec, dit « Petit-Guillaume ». Selon celui-ci, Pierre Quéméneur serait mort le dimanche 27 mai 1923 au domicile des Seznec : l'épouse de Guillaume Seznec, Marie-Jeanne, aurait repoussé ses avances, provoquant une chute fatale de Quéméneur, et ce avant le retour de Guillaume. D'après Langlois, après cette mort accidentelle, le corps aurait été dissimulé et Guillaume aurait confectionné des faux afin de récupérer des fonds investis. L'avocat conclut que cette révélation devrait conduire à la « révision « au bénéfice du doute » de la condamnation de Guillaume Seznec pour meurtre. À cette occasion, il souligne les divergences, relevées depuis longtemps, entre deux approches concurrentes de la révision : la sienne, qui admet la culpabilité de l'intéressé quant à la fausse promesse de vente mais rejette celle pour meurtre au bénéfice du doute, et celle d'un Denis Seznec, tenant de l'innocence intégrale de son grand-père, lequel aurait été entièrement victime d'une machination. Il faut noter que, en 1955, dans le contexte d'une procédure de révision, « Petit Guillaume » et Albert Seznec se déclaraient solidaires, dans un communiqué à l'AFP et dans une lettre à Claude Bal, de cette requête en révision déposée par leur sœur Jeanne, qui soutenait alors l'innocence totale de sa famille, 23 ans avant le témoignage de « Petit Guillaume » à son neveu Bernard Le Her.

#### Les fouilles de février-mars 2018
En 1978, Petit-Guillaume, l'un des fils des époux Seznec, aurait confié à l'un de ses neveux que le jour du drame (il est alors âgé de 12 ans) il a entendu Pierre Quéméneur faire des avances à sa mère (supposition) puis l'a vu au sol, aux pieds de sa mère, peut-être frappé à la tête avec un chandelier. Se fondant sur ces propos, la justice ayant refusé de faire effectuer des fouilles compte tenu de la décision de la Cour de révision de décembre 2006, un groupe de bénévoles décide d'entreprendre des « fouilles privées » le 24 février 2018 avec l'accord du propriétaire de l'ancienne demeure des Seznec à Morlaix, afin de tenter de mettre au jour le corps de Pierre Quéméneur. Au cours des fouilles effectuées le 24 février 2018  dans l'ancienne cave et l'ancien cellier, un os est retrouvé, ce qui conduit à l'arrêt des fouilles privées et à l'intervention de la police et de la justice. Sur le fondement des indications d’un médecin légiste, on considère un temps que l’os retrouvé peut être une tête de fémur humain. Une enquête confiée à la police judiciaire de Rennes est ouverte. Après expertise en anthropologie médico-légale effectuée par le CHU de Nantes, le procureur de la République de Brest a indiqué qu’il s’agit en fait de restes de bovidé, ce qui met un terme à l’enquête de police. Le 3 mars 2018, les scellés ayant été retirés, les bénévoles reprennent les fouilles privées. Finalement, celles-ci ne donnent rien de probant.

#### Révélations de mai 2018
Début mai 2018, deux des petits-enfants de Guillaume, Jean-Yves et Gabriel Seznec, rapportent les confidences similaires faites par Petit-Guillaume, leur père : Marie-Jeanne aurait accidentellement provoqué la mort de Pierre Quéméneur au domicile des Seznec, en repoussant ses avances. Petit-Guillaume aurait entendu les cris de sa mère puis vu Quéméneur allongé sur le sol. Il serait tombé lorsque Marie-Jeanne le repoussait, sa tête heurtant un fauteuil en bois et en serait mort. Guillaume Seznec, arrivant plusieurs heures après, aurait fait jurer le silence aux témoins (Marie-Jeanne, Petit-Guillaume et Angèle Labigou, la bonne). Jean-Yves et Gabriel Seznec pensent que, en raison des convictions religieuses de leur grand-père, il n’aurait pas brûlé le corps de Quéméneur, mais enterré en un lieu qu’ils ne connaissent pas. Le serment de silence aurait été passé devant l’Église qui ensuite aurait apporté son soutien à Guillaume Seznec et à sa famille,,. Denis Seznec, tout en considérant lui aussi que Guillaume Seznec était innocent de l'assassinat, conteste cette version, qu'il qualifie de roman.
Après que les 14 premières demandes de révision du procès de 1924 ont été rejetées, Denis Langlois, ancien avocat de la famille Seznec, envoie un courrier au ministre de la Justice Didier Migaud le 10 octobre 2024 dans lequel il lui demande de saisir la Cour de révision, en argumentant sur le doute qui subsiste en ce qui concerne le meurtre de Quéméneur. Le 25 octobre 2024, l'avocat de la famille durant 14 ans a de nouveau demandé la révision du procès.

## Adaptations et mises en scène

### Cinéma
L.'affaire Seznec n'a été traitée à ce jour dans aucun projet réalisé pour le cinéma.
- André Cayatte a écrit le scénario L’Affaire Seznec, mi-fiction, mi-documentaire, visant à démontrer l’innocence de Guillaume Seznec, avec Jean-Pierre Kérien dans le rôle-titre et envisage de le tourner en 1950[55]. Mais le film est interdit de tournage, sans base légale, sauf une hypothétique atteinte à l'ordre public[56], par René Mayer, ministre de la Justice.

### Télévision
- Seznec, faux coupable, téléfilm de Bernard Claeys (1976), avec Christian Marin, Jacques Marin et Alex Métayer (diffusé dans le cadre de la série Faux et usage de faux).
- L'Affaire Seznec, téléfilm d'Yves Boisset (1993) d'après le livre de Denis Langlois, L'Affaire Seznec, avec Christophe Malavoy dans le rôle de G. Seznec et Jean Yanne dans celui de P. Quéméneur.
- Guillaume Seznec : une énigme judiciaire, téléfilm documentaire de Patrick Schmitt et Pauline Verdu (2015), avec la voix de Tom Novembre (diffusé en janvier 2016 sur la chaîne Planète + dans le cadre de la série Des crimes presque parfaits).
- 13 h 15, le dimanche..., « Seznec : révélations sur le secret de famille », présenté par Laurent Delahousse et diffusé le 13 mai 2018 sur France 2.
- Seznec, la fabrique de l'affaire, réalisé par Pierre-François Lebrun et diffusé pour la première fois sur France 3 Bretagne le 24 octobre 2024, pour le centenaire du procès Seznec.

### Théâtre
- Seznec : un procès impitoyable, pièce de Robert Hossein représentée au Théâtre de Paris du 26 janvier au 4 avril 2010, avec Philippe Caroit dans le rôle de G. Seznec.

Il s'agissait d'une « reconstitution » (en 1h30) du procès de Seznec d'après le dossier d'instruction (fourni par l'un des avocats de sa famille, Me Baudelot) et les journaux de l'époque. À la fin de la représentation, le public était invité à se prononcer sur la culpabilité ou l'innocence de l'accusé. En moyenne neuf spectateurs sur dix l'ont chaque fois acquitté.

### Musique
- Une partie de l'album Portraits du groupe Tri Yann reprend l'histoire de l'affaire Seznec.
- Pleurent les yeux de Seznec du groupe Back Ouest écrite par David Lafaye (interprétée par Clarisse Lavanant en 2016).
- Bientôt un siècle... Seznec du groupe Kalffa.

### Bande dessinée
- L'Affaire Seznec, écrite et illustrée par Jean-Marie Digout (2005), avocat au barreau de La Rochelle, traite de l'affaire[57].